# Каролиншка ренесанса
Каролиншка ренесанса је назив за културни препород (образовања, књижевности, грађевинарства) у рано време Династије Каролинга, покренут на двору Карла Великог (742—814). Коришћење појма ренесансе у овом контексту је неодговарајуће јер даје превелику тежину оживљавању антике. Због тога се често користе изрази као што су реформа Карла Великог или каролиншка обнова што боље одговара стварним догађањима у том времену. У време владавине Династије Меровинга дошло је до општег распада црквене организације, литургије, културе писмености и архитектуре. Постоје извештаји о свештеницима који нису довољно владали латинским да коректно изговоре једноставне молитве.
Најкасније 777. године Карло Велики окупља на свом двору учене људе из целе Европе. То је осигурало, да је дворска школа још десетинама година остала центар латинских наука (теологија, писање историје, књжевности). У напоре и достигнућа двора за сакупљање, негу и ширење образовања који се без сумње могу назвати програмом реформи, припадају:
- оснивање дворске библиотеке која је обухватала сва доступна дела сакралне уметности, дакле дела црквених отаца и античких аутора;
- развој новог облика писма за писање књига као облик свакодневног писања, такозвани каролиншки минускел, који се у изведеном облику још и данас користи;
- сакупљање и копирање како једноставним писмом писаних текстова нпр. класика на латинском као и илустрованих и богато опремљених литургијских књига, често наслоњених на касноантичку римску и византску традицију;
- краљевске упуте и наредбе (упоредиво са законима у данашњем смислу) којима се црквама и манастирима у царству налаже брига и нега;
- подстицање грађевинарства, и овде посижући за језиком облика римске архитектуре.

Ахенска катедрала је самостални пројект настао под свјесним утицајем С. Витале у Равени (после 526.-547.) коју се у то време сматрали црквом краља Теодориха, и цркве Серђиа и Бакоса у Константинополису (довршена 536.). Огроман значај који се у то време поново почео давати грађевинарству огледа се у репрезентативним грађевинама владара као и у идеји о стварању идеалне манастирске архитектуре у 9. веку.
Свеукупно, значење каролиншке ренесансе за историју западне Европе се једноставно не може довољно високо вредновати. Како су 6. и 7. веку doiста били „мрачна“ стољећа, потицај Карла Великог одиграли су немерљиву улогу у сакупљању разасутог насљеђа антике. Све што је од античке литературе изгубљено, изгубило се пре 9. века.
Но просветна реформа која је била постављена чврсто на темељима хришћанског учења није побудила интерес за светску уметност антике. Требало је проћи још 600 година, до праве ренесансе, да се поново „открију“ античке скулптуре.

## Залеђина
Као што Пјер Рише истиче, израз „каролиншка ренесанса“ не имплицира да је Западна Европа била варварска или мрачна пре каролиншке ере. Векови након распада Римског царства на Западу нису доживели нагли нестанак античких школа, из којих су произашли Марцијан Капела, Касиодор и Боеције, суштинске иконе римског културног наслеђа у средњем веку, захваљујући којима су се сачувале дисциплине слободних уметности. У 7. веку долази до „исидорске ренесансе“ у Визиготском краљевству Хиспаније у којој су науке цветале и дошло је до интеграције хришћанске и прехришћанске мисли, док је ширење ирских монашких школа (скрипторија) по Европи поставило темеље за каролиншку ренесансу.
У овој културној експанзији постојали су бројни фактори, од којих је најочитији био да је уједињење Карла Великог већег дела Западне Европе донело мир и стабилност, што је поставило сцену за просперитет. Овај период је обележио економски препород у западној Европи, након колапса Западног римског царства. Локалне економије на Западу су се до почетка седмог века дегенерисале на углавном потрошачку пољопривреду, при чему су градови функционисали само као места размене поклона за елиту. До краја седмог века настала су развијена урбана насеља, насељена углавном занатлијама, трговцима и наутичарима, која су могла похвалити уличним мрежама, занатском производњом као и регионалном и трговином на велике удаљености. Добар пример ове врсте емпоријума био је Дорестад.
Развој каролиншке привреде био је подстакнут ефикасном организацијом и експлоатацијом радне снаге на великим поседима, производећи вишкове првенствено жита, вина и соли. Заузврат, међурегионална трговина овим производима олакшала је ширење градова. Археолошки подаци показују наставак овог узлазног тренда у раном осмом веку. Зенит ране каролиншке привреде достигнут је од 775. до 830. године, што се поклопило са највећим вишковима тог периода, великом изградњом цркава, као и пренасељеношћу, и са три глади које су показале границе система. После периода поремећаја од 830. до 850. године, изазваног грађанским ратовима и викиншким нападима, економски развој је настављен током 850-их, са емпоријумима који су потпуно нестали и замењени утврђеним трговачким градовима.
Један од главних узрока наглог економског раста била је трговина робљем. Након успона арапских империја, арапске елите су створиле велику потражњу за робовима, и европски робови су били посебно цењени. Као резултат освајачких ратова Карла Великог у источној Европи, постојано снабдевање заробљених Словена, Авара, Саса и Данаца стигло је до трговаца у Западној Европи, који су затим робове извозили преко Ампурије, Гироне и Пиринеја у муслиманску Шпанију и друге делове арапског света. Тржиште робова било је толико уносно да је скоро одмах трансформисало трговину на велике удаљености европских економија. Трговина робљем је омогућила Западу да се поново ангажује са муслиманским и Источним римским царством, тако да су друге индустрије, попут текстилне, могле да расту и у Европи.